# Strongylosoma creticum
Strongylosoma creticum är en mångfotingart som beskrevs av Karl Wilhelm Verhoeff 1901. Strongylosoma creticum ingår i släktet Strongylosoma och familjen orangeridubbelfotingar. Inga underarter finns listade i Catalogue of Life.